# Hamaland
Hamaland was een graafschap van het Karolingische Rijk, later aangeduid als een gouw.
De naam verschijnt in de 9e eeuw voor het eerst in geschreven bronnen, en wordt ook wel in verband gebracht met de Germaanse stam der Chamaven, die voor het laatst tegen het einde van de 4e eeuw in laat-Romeinse bronnen voorkomt. Er zit tussen de beschrijving van de Chamaven en het verschijnen van de naam Hamaland echter een gat van ruim vier eeuwen, waarin ook de Grote Volksverhuizing heeft plaatsgevonden. Het is bekend dat de Karolingen waar mogelijk gebruik hebben gemaakt van bestaande structuren, maar of Hamaland al dan niet zijn wortels heeft in de periode van de Chamaven, valt dus niet zonder voorbehoud te beweren.

## Plaatsbepaling
Over de omvang van het graafschap Hamaland is lange tijd van alles beweerd dat de toets der kritiek niet kan doorstaan. Het graafschap strekte zich uit over beide oevers van de IJssel, van iets benoorden Deventer naar het zuiden. Het gebied op de westelijke IJsseloever vormde een betrekkelijk smalle strook langs de rivier. De westgrens kruiste de Rijn ongeveer bij Velp, pakte het uiterste oosten van de Betuwe mee om daarna de Rijn te volgen tot iets bezuiden Emmerik. Vandaar liep de oostgrens van Hamaland parallel met die tussen het Sticht Utrecht en het Prinsbisdom Münster, zoals die sinds het einde van de 8e eeuw waren getrokken en tot in de 16e eeuw zouden blijven bestaan. Hamaland kreeg daardoor twee uitstulpingen naar het oosten, de ene tot voorbij Lochem en de andere tot en met Doetinchem. Tussen die twee uitstulpingen versmalde het en bereikte zijn kleinste breedte ter hoogte van Steenderen op de oostelijke en Eerbeek op de westelijke IJsseloever. De opvatting dat Hamaland westwaarts ooit eens de Veluwe en Flethite heeft omvat, berust op mislezing van een oorkonde van 855, terwijl de gedachte dat Hamaland zich oostwaarts tot in het Münsterland zou hebben uitgestrekt, teruggaat op een veel te ruime interpretatie van een 12e-eeuwse kroniektekst.
Het graafschap Hamaland in zijn hierboven gegeven omvang omvatte de oudere gouw Islo/Hisloa, de IJsselgouw, in het noorden en de gouw Leomericke, de Liemers, in het zuiden. Niet ongebruikelijk in de rijksorganisatie van de Karolingen werden twee gouwen in één bestuurlijk district, een graafschap, samengebracht.

## De Meginharden (9e-10e eeuw)
De graven van Hamaland behoorden in de 9e en 10e eeuw tot het geslacht van de Meginharden. In het jaar 800 was een graaf Wrachari grondeigenaar te Wichmond in de IJsselgouw. Vermoedelijk dezelfde Wrachari, toen nog geen graaf, werd daar al in 794 genoemd. Hij was de zoon van een zekere Brunhari en had zelf een zoon, Meginhard I, welke naam later nog enkele keren voorkomt in het Hamalandse gravenhuis. Vanwege de naam Meginhard wordt dat gravenhuis ook wel aangeduid als de Meginharden, maar ook de naam 'Brunharingen' naar Wrachari's vader is wel gebruikt.
In de al eerder genoemde oorkonde van 855 blijkt de Billunger Wichman I (*?-ca 860) graaf in Hamaland te zijn, mogelijk als zoon van Meginhard I. Na Wichman I volgt zijn zoon Meginhard II die in 880 niet meer in leven is. Meginhard II is de oudere broer van Wichman II, die een zoon Egbert Billung had. Wel is zeker dat Meginhard II zijn zoon, Everhard Saxo, zijn vader opvolgde. Everhard was in 882 verantwoordelijk voor de aanleg van een grote ringwalburg in Zutphen, een van de Hamalandse hoofdresidenties. De plaats was in 882 ten prooi gevallen aan een Vikingaanval. Everhard werd in 898 vermoord door de Fries Waldger, zoon van Gerulf uit het gravenhuis dat doorgaans de Gerulfingen wordt genoemd en waarvan de latere Graven van Holland in rechte linie afstamden. Hij liet twee minderjarige zoons na, Meginhard en Everhard, daarom ging de opvolging in 898 naar Everhards broer, Meginhard III. Toen Saxo's zoon Meginhard IV meerderjarig werd (± 915), nam hij de graafschappen van zijn oom over. In 921 wordt hij als graaf vermeld.
De andere zoon van Saxo, Everhard, huwde Amalrada, volle zuster van Mathilde van Ringelheim, de echtgenote (909) van Hendrik, hertog van Saksen. Hendrik werd in 919 koning van Oost-Francië en Everhard dus koningszwager. Uit het huwelijk van Everhard en Amalrada stamden in elk geval twee zoons: de geestelijke Diederik die in 965 bisschop van Metz werd en een vooraanstaande raadsman van de keizer Otto I (regeerde 936-973) en keizer Otto II (973-983) was, en weer een Everhard van wie we slechts weten dat hij eveneens een zoon Everhard had die in 978 op tienjarige leeftijd bij zijn heeroom Diederik in Metz de laatste adem uitblies.

### Opstand
Graaf Meginhard IV, die rond 915 aan het bewind kwam in Hamaland en de andere graafschappen van de familie (Salland, Veluwe, Drenthe, Hunsingo plus Fivelgo en waarschijnlijk ook het Naerdincklant ('t Gooi), deed in 938-939 mee aan een opstand tegen koning Otto I die onder leiding stond van Otto's broer Hendrik, Everhard III van Franken en Otto's zwager Giselbert, hertog van Lotharingen. Otto I wist de opstand neer te slaan. Daarna trof hij de rebellen met represailles, zoals confiscatie van bezittingen, intrekking van rijkslenen en ontzetting uit ambten, bij Meginhard dat van graaf.
Meginhard IV van Hamaland is rond 955 overleden op de Eltenberg, de residentie van zijn zoon Wichman IV die er een tien jaar later het stift Elten zou vestigen. In het dodenboek van die abdij wordt Meginhard wel herdacht maar zónder graventitel. Hij had wel zijn bezittingen teruggekregen, maar de graventitel was hij na de mislukte opstand definitief kwijt. Hij was dus géén graaf meer toen hij stierf.

### Genade
In 944 heeft Otto I de Grote het Hamalandse gravenhuis weer in genade aangenomen. Meginhard IV bleef zonder titel maar zijn twee zoons uit twee opvolgende huwelijken kregen elk een portie van zijn vroegere graafschappen: de oudste, Everhard, werd graaf in Salland, Drenthe en Hunsingo/Fivelgo, de jongste, Wichman IV, in Hamaland, de Veluwe en waarschijnlijk ook het Gooi. Beiden kregen ook een burcht uit het vaderlijk erfgoed dat sinds 939 geconfisqueerd was geweest maar in 944 geheel of gedeeltelijk zal zijn teruggegeven: Wichman kreeg de burcht op de Eltenberg, Everhard die in Zutphen.
Everhard had slechts één overlevende erfdochter, Averarda. Omstreeks 950 huwde zij met Godfried van Verdun. Averarda overleed vermoedelijk al in 961 met nalating van een zoontje en een dochtertje. Godfried huwde het jaar daarop met Mathilde van Saksen, weduwe van graaf Boudewijn III van Vlaanderen, de zwager van Wichman IV.
Wichman IV was rond 947 met de Vlaamse gravendochter Liutgard, zuster van Boudewijn III gehuwd. Zij overleed in 962 op de leeftijd van 27 jaar. Uit dat huwelijk kennen we drie kinderen, Adela van Hamaland, Liutgard van Elten en Wichman. Wichman junior stierf waarschijnlijk in 965 of 966 op de leeftijd van zeven jaar. Daarmee werd de voortzetting van het geslacht in mannelijke lijn afgebroken, want Wichman IV, hoewel toen rond 35 jaar oud, taalde niet naar een tweede huwelijk: hij bouwde zijn burcht al voor 968 om tot het vrouwenstift in Hoog-Elten. De laatste vermelding van Wichman dateert uit december 973.
Een aanzienlijk gedeelte van zijn allodiale bezittingen schonk Wichman aan zijn religieuze stichting. Zijn dochter Adela voelde zich daardoor ernstig benadeeld en heeft zich daar bijna tientallen jaren tegen verzet, uiteindelijk - in 996 - met succes.

## Graaf Balderik en het uiteenvallen van Hamaland
De graafschappen van Wichman zijn waarschijnlijk overgegaan op zijn schoonzoon Immed, uit het geslacht der Immedingen, eerste echtgenoot van Adela, en vervolgens op hun zoon, Diederik van Hamaland. Deze laatste is in het jaar 1017 overleden met nalating van twee dochters.
Na de dood van Diederik kwam Hamaland in het bezit van de tweede echtgenoot van Adela, Balderik graaf van Drenthe en Salland. Na de moord op zijn rivaal Wichman van Vreden viel Balderik in ongenade en in 1018 werden hem al zijn bezittingen ontnomen.
De graafschappen Drenthe (1024), Teisterbant (1026), en Umbalah (1041) kwamen in het bezit van het bisdom Utrecht en vormden de kern van het sticht Utrecht.
Het graafschap Hamaland viel nu waarschijnlijk aan de hertogen van Neder-Lotharingen, hoewel hier geen duidelijke bronnen voor zijn. De oudste dochter van Diederik huwde vermoedelijk met Godfried, de zoon van Godfried van Verdun uit diens tweede huwelijk, en hertog van Neder-Lotharingen (1012-1023).
Toen deze in 1023 kinderloos overleed, werd hij als hertog en graaf opgevolgd door zijn jongste broer Gozelo I van Verdun. In 1033 werd Gozelo ook hertog van Opper-Lotharingen, wat hij later overdeed aan zijn oudste zoon, Godfried 'met de Baard'.
Toen Gozelo in 1044 overleed, had Godfried eigenlijk recht op de opvolging ook in Neder-Lotharingen, maar koning Hendrik III onthield hem dat en gaf het aan de jongere zoon van Gozelo, de zwakzinnige Gozelo II. Godfried 'met de Baard' kwam in opstand en raakte daardoor in 1046 zijn ambten kwijt. Hamaland kwam nu ook bij het sticht Utrecht en hield als zodanig op te bestaan. Later kwam het sticht Utrecht nog in het bezit van Westflinge (1064), Staveren (1077), Wester- en Oostergo, en IJsselgouw (1086).

## Gerard Flamensis en de opkomst van Gelre
Een jongere dochter van Diederik van Hamaland, was gehuwd met Gerard II Flamens, zoon van Gerard I Flamens. Uit dat huwelijk sproot ten minste een zoon, Gerard II. Toen Godfried in 1046 uit zijn graafschappen werd gezet, heeft deze Gerard II zich kunnen vestigen op de Veluwe, in Teisterbant (Tieler- en Bommelerwaard, een graafschap dat Diederik van Hamaland met zijn huwelijk had verkregen) en de Betuwe (uit de familie van Immed, zoals ook de Hetter- en Duffelgouwen ter weerszijden van de Rijn bezuiden Hamaland). De Hettergouw waarin o.a. de stad Gelder ligt waarnaar het gravenhuis van Gelre zich later ging noemen, en vermoedelijk ook de Duffelgouw, heeft Gerard pas na 1063 kunnen overnemen, net als het zuidelijke deel van Hamaland.
Omdat Gozelo I zich in 1024-1025 hevig verzette tegen de troonsbestijging van koning Koenraad II werd zuidelijk Hamaland rond 1026 vergeven aan een gunsteling van Koenraad, een zekere Werner. In Hunsingo-Fivelgo werd een halfbroer van koningin Gisela in dezelfde functie gedicteerd. Werner hield zich afzijdig van de opstand van Godfried 'met de Baard' en hoefde daarom zijn ambt niet op te geven. Pas na Werners overlijden kon de grafelijkheid in zuidelijk Hamaland door de 'Flamenses' geclaimd worden. We weten dat ze zich daar in 1085 intussen hadden kunnen vestigen.
In de Hettergouw (en vermoedelijk ook wel Duffelgouw) moet al vóór 1046 een leengraaf van Godfried 'met de Baard' actief geweest zijn, een zekere Godschalk die ook leengraaf van noordelijk Hamaland was. Godschalk heeft zich net als Werner gedistantieerd van de rebellie van Godfried 'met de Baard' en kon dus ook zijn ambt behouden. Godschalk overleed in 1063 en in 1067 zien we dan een Gerard 'Flamensis', heer van Wassenberg, als graaf in de Hettergouw.

## Graafschap Zutphen
In noordelijk Hamaland was Godschalk ook leengraaf van Godfried 'met de Baard', maar koning Hendrik III gaf dat graafschap ná de afzetting van Godfried aan het Sticht Utrecht. In de schenkingsakte is de begrenzing van noordelijk Hamaland nauwkeurig omschreven. Hamaland werd in tweeën geknipt langs de lijn Steenderen-Leuvenheim-Eerbeek, waar het op zijn smalst was. Door de schenking van 1046 werd Godschalk leengraaf van Bernold, de bisschop van Utrecht.
Toen Godschalk in 1063 stierf, heeft zijn zoon Otto van Zutphen, bijgenaamd 'de Rijke', hem in noordelijk Hamaland opgevolgd. Hun residentie was Zutphen, waarnaar het graafschap geleidelijk genoemd raakte. Nog steeds heet de streek, die vroeger noordelijk Hamaland beoosten de IJssel vormde, 'de Graafschap' naar het Graafschap Zutphen.
De naam Hamaland komt aan het eind van de 11e eeuw voor het laatst in bronnen voor.

## Lijst van heersers van Hamaland
| Periode                                 | Naam                     | Bijzonderheden |
| Meginharden                             | Meginharden              | Meginharden |
| --------------------------------------- | ------------------------ | --- |
| ?                                       | Brunhari                 | |
| rond 794-800                            | Wrachari                 | zoon van Brunhari |
| ?                                       | Meginhard I              | zoon van Wrachari |
| rond 855                                | Wichman I                | uit het geslacht der Billungers; mogelijk zoon van Meginhard I                                                           |
| voor 881                                | Meginhard II             | Zoon van Wichman I |
| voor 882 - 898                          | Everhard Saxo            | zoon van Meginhard II |
| 898 - ±915                              | Meginhard III            | broer van Everhard Saxo                                                                                                  |
| ±915 - ±938-939(?)                      | Meginhard IV             | zoon van Everhard Saxo; 938-939 opstand tegen koning Otto I, titel ontnomen                                              |
| voor 936(?) - 966                       | Wichman IV               | zoon van Meginhard IV; schonk in 966 de grafelijke rechten aan het stift Elten, bestreden door zijn oudste dochter Adela |
| Immedinger                              |                          | |
| - 995                                   | Immed                    | echtgenoot van Adela van Hamaland, dochter van Wichman IV                                                                |
| 995 - 1017                              | Diederik                 | zoon van Immed; mogelijk vermoord door Balderik                                                                          |
| -                                       |                          | |
| 1017-1018                               | Balderik                 | tweede echtgenoot van Adela van Hamaland                                                                                 |
| Huis Verdun                             |                          | |
| 1018 - 1023                             | Godfried de Kinderloze   | schoonzoon van Diederik?                                                                                                 |
| 1023 - 1044                             | Gozelo I van Verdun      | broer van Godfried |
| 1044 - 1046                             | Godfried "met de Baard", | zoon van Gozelo; kwam in opstand waarna hem zijn titels werden ontnomen                                                  |
| Flamenses                               |                          | |
| 1046 - 1052                             | Gerard II van Wassenberg | zoon van Gerard I Flamens, gehuwd met een dochter van Diederik                                                           |
| Zie verder lijst van heersers van Gelre |                          | |

## Recente literatuur
- Jongbloed, H.H (2006): Tussen 'paltsgraafschap' en 'IJssellinie', Averarda 'van Zutphen' († 11 augustus [961]) en de geboorte van de graafschappen Zutphen en Gelre (1026-1046) in: Bijdragen en Mededelingen Gelre - Historisch Jaarboek voor Gelderland 97 met kartering van Hamaland in zijn boven beschreven omvang
- Jongbloed, H.H (2006):  'Immed 'von Kleve' (um 950), Das erste Klevische Grafenhaus (c. 885 - c. 1015) als Vorstufe des geldrischen Fürstentums', in: Annalen des Historischen Vereins für den Niederrhein 209
- Jongbloed, H.H (2006): 'Wanburtich': Heinrichs II. Beteiligung an der Wahl von Kamba (1024), in: Deutsches Archiv für die Erforschung des Mittelalters 62